# Гольшанська Тетяна Семенівна
Тетяна Анна Гольшанська (нар. 1480 — пом. 1522) — аристократка XV—XVI сторіччя з роду Гольшанських гербу Гіпоцентавр, донька князя степанського та дубровицького Семена Гольшанського та княжни Анастасії Збаразької, дружина князя Костянтина Острозького.

## Біографія
Тетяна Анна народилася 1480 року в Ольшанах поблизу Гродна в родині князя Степанського Семена Гольшанського та його дружини Анастасії Збаразької. Мала сестру Анастасію та брата Лева. 
Наступного року після її народження батько успадкував князівство Дубровицьке. Згодом він став луцьким старостою та маршалком Волинської землі, а у 1500—1501 був Великим гетьманом Литовським. Помер у 1505, після чого Тетяна отримала частину його земель, які включали, окрім іншого, Глуськ, Гольшани, Романів, Копись, Барань.
У 1509 році Тетяна взяла шлюб із 49-річним князем Костянтином Острозьким, ставши його першою дружиною. Наречений в той час обіймав посади маршалка Волинської землі та старости луцького, брацлавського, вінницького та звенигородського. Наступного року народила єдиного сина Іллю (1510—1539) — намісника брацлавського і вінницького у 1530—1539 роках, що був одруженим із Беатою Костелецькою, мав єдину доньку.  
У 1511 році її чоловік став каштеляном віленським. Згодом брав участь у русько-литовській війні. За свої успіхи був удостоєний королем Сигізмундом I урочистого тріумфу.
У 1518 році померла бабуся Тетяни — Марія Несвицька. Перед смертю вона передала онуці управління своїм рівненським маєтком, а також інші землі та статки. Таким чином, володіння князів Несвицьких як посаг були приєднані до маєтностей Острозьких.
Не стало Тетяни Гольшанської у 1522. У тому ж році Костянтин Острозький одружився вдруге й Олександрою Слуцькою, яка народила від нього сина Василя.